# Grant Hackett
Grant Hackett (n. 9 mai 1980, Southport⁠(d), Queensland, Australia) este un înotător australian, medaliat olimpic. A participat la 3 ediții ale Jocurilor Olimpice (2000, 2004, 2008) în care a câștigat 5 medalii de aur, 4 medalii de argint și o medalie de bronz.